# خون و نفت
خون و نفت (Blood & Oil) کتابی است نوشته منوچهر فرمانفرمائیان یکی از فرزندان شاهزاده عبدالحسین میرزا فرمانفرما. خاطرات منوچهر فرمانفرمائیان به همت دخترش رخسان جمع آوری و تنظیم شده‌است. از آنجا که زمینه تخصص و کار نویسنده نفت بوده‌است، این کتاب به بیان ناگفته‌های بسیاری در این زمینه می‌پردازد. نامبرده یکی از مخالفین سرسخت ملی شدن صنعت نفت ایران بود و این موضوع گاه موجب اختلاف با پسر عمه اش دکتر محمد مصدق می‌شد. علاوه بر مسائل نفتی، کتاب مزبور نکات قابل توجهی نیز در سایر زمینه‌ها دارد. خاطرات دوران کودکی منوچهر در یکی از سنتی‌ترین و بزرگ‌ترین خانواده‌های قاجار، مملو از ناگفته‌های جالب است. ارتباطات افراد در این خانه مرموز، ناگفته‌هایی از زندگی خصوصی نصرت الدوله (پسر بزرگ خانواده)، نقش سید حسن مدرس، ارتباطات با مصدق و سایر ارتباطات در خانواده‌ای که همگی از چهره‌های سرشناس دوران پهلوی هستند، همه و همه بر جذابیت‌های کتاب می افزاید. خاطرات فرمانفرمائیان در خصوص چگونگی مذاکرات پنهانی اولیه برای تشکیل اوپک از قسمت‌های بسیار جالب کتاب است. از خانواده فرمانفرمائیان تا هم‌اکنون خاطرات نصرت الدوله فیروز، ستاره، مریم و منوچهر منتشر شده‌است.